# République de Montmartre
République de Montmartre (tj. Republika Montmartre) je filantropické sdružení, které vzniklo koncem roku 1920 z iniciativy karikaturisty Joë Bridgeho. Ve společnosti dalších umělců jako byli Adolphe Willette, Jean-Louis Forain, Francisque Poulbot, Maurice Neumont, Louis Morin, Maurice Millière, Raoul Guérin, Jules Depaquit, navrhl, tváří v tvář invazi modernismu, vytvořit sdružení s cílem zachovat ducha a vzájemnou pomoc Montmartru pro umělce. Tím byla založena "republika Montmartre", aby stejně jako o něco dříve založená Commune libre de Montmartre, chránila obec před excesy developerů.

## Historie
Nezávislost Montmartru lze poprvé datovat k 22. červnu 1790, kdy král Ludvík XVI. umožnil obyvatelům návrší založit samostatnou obec ležící za tehdejšími pařížskými hradbami.
V dubnu 1920 kreslíř Jules Depaquit, přítel Maxe Jacoba a Pierra Mac Orlana, a několik jeho kolegů včetně šansoniérů Rogera Tozinyho a Maurice Hallé, založili Commune libre de Montmartre.
V listopadu 1920 se kreslíř a tiskař Joé Bridge, a několik dalších umělců a přátel umění, jako Adolphe Willette, Jean-Louis Forain, Francisque Poulbot, Maurice Neumont, Louis Morin, Maurice Millière, Raoul Guérin a Jules Depaquit, rozhodli posílit duch svobodné obce Montmartre vytvořením republiky Montmartre.
Zakladatelé neměli politické ambice. Na cestě mezi nostalgií a moderností šlo o prosazení svébytné komunitní identity zaměřené na vzájemnou pomoc a soudružnost a o snahu omezit vliv města na vesnici Montmartre. Republika Montmartre zdůrazňovala charitativní rozměr vůči různým obyvatelům. Dne 17. května 1921 přijala republika Montmartre své stanovy.

### Oficiální hymna
V roce 1923 složil zpěvák Lucien Boyer na píseň Charlese Borel-Clerca text oficiální hymny s názvem Monte là-d’ssus… tu verras Montmartre !

### Čestní občané
Mezi čestné občany Republiky Montmartre patří Alain Juppé a Anne Hidalgo.

## Partnerství
Republika Montmartre má partnerství s Republikou Canuts v Lyonu ve čtvrti La Croix-Rousse.